# Eis-Felsenblümchen
Das Eis-Felsenblümchen (Draba dubia) ist eine Pflanzenart aus der Gattung der Felsenblümchen (Draba) innerhalb der Familie Kreuzblütler(Brassicaceae). Sie gedeiht nur in alpinen Höhenlagen.

## Beschreibung

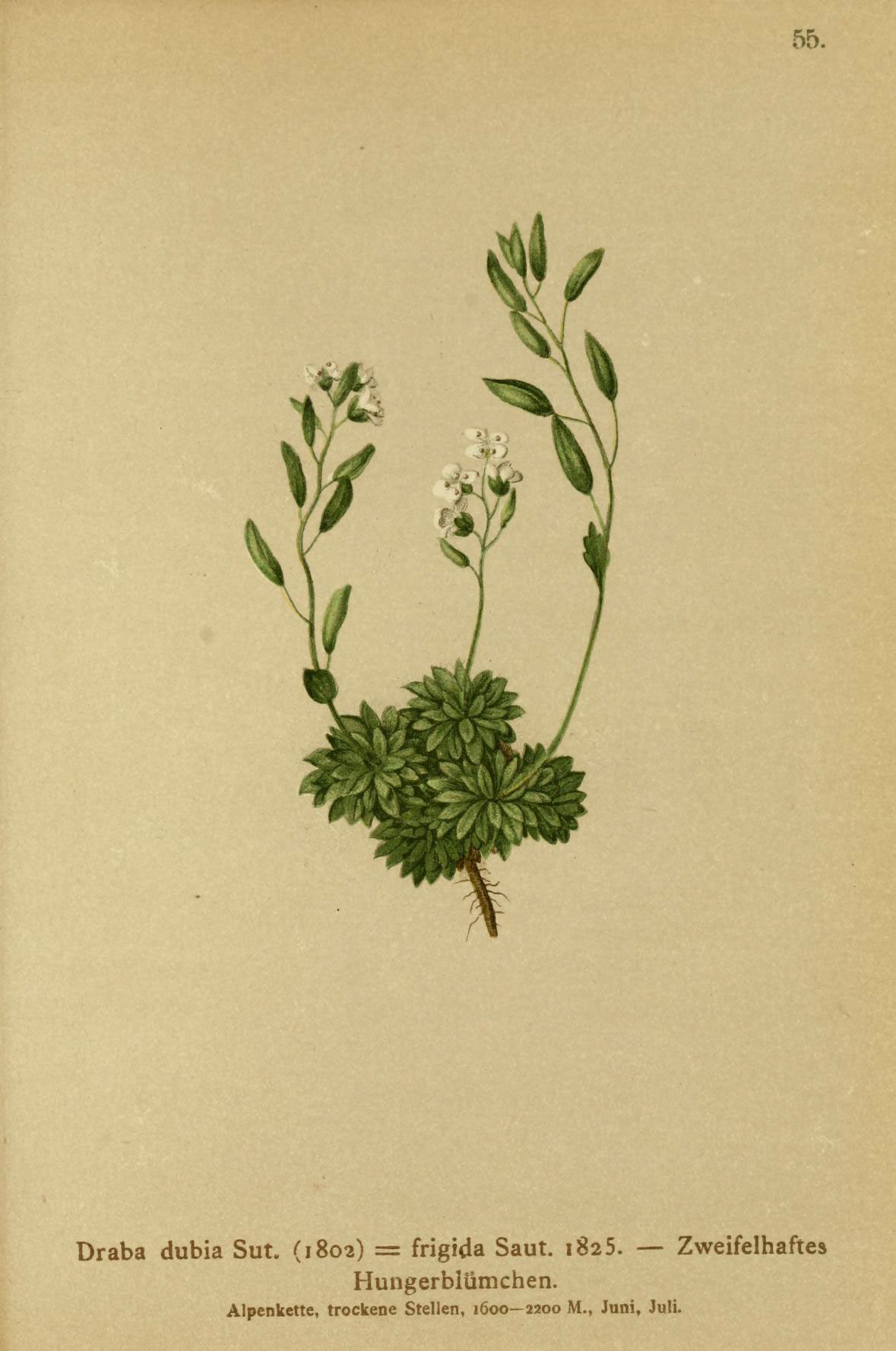
Illustration aus Atlas der Alpenflora

### Vegetative Merkmale
Das Eis-Felsenblümchen ist eine ausdauernde, krautige Pflanze und erreicht Wuchshöhen von 3 bis 14 Zentimetern. Die oberirdischen Pflanzenteile sind behaart. Die aufrechten Stängel sind unverzweigt und locker nit Sternhaaren behaart.
Die Laubblätter sind in einer grundständigen Rosette angeordnet und es gibt zusätzlich maximal drei Stängelblätter. Die Grundblätter sind bei einer Länge von 5 bis 8 Millimetern schmal-verkehrt-eiförmig und ganzrandig. Alle Laubblätter sind von Gabel- und Sternhaaren graufilzig. Der Blattrand ist am Grund mit einfachen Haaren besetzt, der Spitze zu mit Sternhaaren. Die Blattflächen sind zumindest bei einigen Laubblättern behaart, die Sternhaare sind meist reich verzweigt.

### Generative Merkmale
Die Blütezeit reicht von Juni bis August. Der traubige Blütenstand enthält drei bis acht Blüten.
Die zwittrige Blüte ist vierzählig. Die Kelchblätter sind etwa 2 Millimeter lang, stumpf, am Rücken behaart und weiß hautrandig. Die vier weißen Kronblätter sind bei einer Länge von 3 bis 5 Millimetern schmal-verkehrt-eiförmig mit rundem oder flach ausgerandetem oberen Ende. Die längeren Staubblätter sind 2,5 Millimeter lang.
Der Fruchtstand ist verlängert. Die aufrecht abstehenden Fruchtstiele sind 2 bis 8 Millimeter lang. Das Schötchen ist bei einer Länge von 6 bis 14 Millimetern lanzettlich, an beiden Enden zugespitzt und kahl oder am Rand leicht behaart. Der Griffel ist zur Fruchtzeit 0,3 bis 0,4 Millimeter lang. Die Samen sind bei einer Länge von etwa 1 Millimeter eiförmig, glatt, hellbraun mit dunklem Nabelfleck und häutiger Spitze.
Die Chromosomenzahl beträgt 2n = 16.

## Ökologie
Die Bestäubung erfolgt durch Insekten oder Selbstbestäubung.

## Vorkommen
Es gibt Fundortangaben für Marokko, Spanien, Andorra, Frankreich, Korsika, die Schweiz, Italien, Österreich, Slowenien, Albanien, Polen und die Slowakei.
Das Eis-Felsenblümchen wächst in den Alpen in Felsspalten, in Gesteinsschutt vor allem in exponierten Lagen der alpinen Höhenstufe in Höhenlagen von 1800 bis 3425 Metern. Es kommt besonders auf Intermediärgesteinen vor, die basenreich, aber häufig kalkarm sind. Im Allgäu wächst es in Höhenlagen von 1950 bis 2240 Metern. Dörr und Lippert berichten aus dem Allgäu, es wachse meist über 2000 Metern, aber auch erheblich tiefer; es gedeihe an Schrofen, Felsnasen und Felsbrocken, oft in versteckter Lage und meist in wenigen Exemplaren. G. Hegi gibt Höhenlagen von 1700 bis 3200 Metern, ausnahmsweise auch bis 3800 Metern, an.
Pflanzensoziologisch ist es eine Klassencharakterart der Asplenietea trichomano-rutae-murariae.
Die ökologischen Zeigerwerte nach Landolt et al. 2010 sind in der Schweiz: Feuchtezahl F = 2 (mäßig trocken), Lichtzahl L = 5 (sehr hell), Reaktionszahl R = 3 (schwach sauer bis neutral), Temperaturzahl T = 1 (alpin und nival), Nährstoffzahl N = 1 (sehr nährstoffarm), Kontinentalitätszahl K = 4 (subkontinental).

## Taxonomie
Die Erstveröffentlichung von Draba dubia erfolgte 1802 durch Johann Rudolf Suter in Helvetiens Flora, Band 2, S. 46.